# Кутлуг II
Кутлуг II е каган на Уйгурския каганат, управлявал през 795 – 805 година.
От сравнително нисък произход, Кутлуг проявява военни способности и се издига при управлението на кагана Тун Бага. Избран е за каган от старейшините, след като каганът Ачо умира без наследници. При управлението си поддържа мирни отношения с империята Тан и фаворизира манихейството.
Кутлуг II умира през 805 година и е наследен от сина си Кюлюг Билге.